# Paul-Alexandre Guenet
Pour les articles homonymes, voir Guénet.
Jean-Baptiste-Paul-Alexandre Guenet, né à Rouen, en 1688 et mort le 3 septembre 1769, est un évêque français.

## Biographie
Paul-Alexandre Guenet était vicaire général du diocèse de Chartres lorsqu’il devint évêque de Saint-Pons en 1727 confirmé le 26 janvier 1728 et consacré par l'évêque de Chartres. Ce prélat, l’un des plus zélés défenseurs de la bulle Unigenitus publia, à cette occasion, plusieurs écrits anonymes dont le style annonçait une grande exaltation d’esprit. Deux de ces écrits, intitulés Lettre d’un docteur en théologie à un jeune magistrat de province et Observations sur le refus que fait le Châtelet de reconnaître la Chambre royale, furent condamnés à être brûlés par ordre du Châtelet et du Parlement de Toulouse mais ces deux arrêts ne calmèrent le zèle de Guenet qui se faisait honneur de ces condamnations et se plaisait à répéter que brûler les livres n’était pas répondre.
Une décision royale finit par lui interdire de quitter pendant plusieurs années son diocèse.

## Publications
- Mandement pour la publication et l'ouverture du jubilé de l'année Sainte. (Donné au château de Saint-Chinian.), Béziers, F. Barbut, 1751
- Lettre sur l'envoi du livre des Assertions à Saint-Chinian, le 9 décembre 1762. - Seconde lettre de M. de S. Pons [P.-A. Guénet] à M. le procureur général du Parlement de Toulouse. [Janvier 1763.] [s. l. n. d.], In-12, 168 p.
- Mémoire sur un ouvrage ayant pour titre : Ordonnance et instruction pastorale de Mgr l'évêque de Soissons, au sujet des assertions extraites par le Parlement des livres, thèses, cahiers composés, publiés et dictés par les Jésuites, en date du 27 décembre 1762 et sur un mandement du 21 mars 1757 ayant pour titre : Mandement de Mgr l'évêque de Soissons qui ordonne qu'on chantera dans toutes les églises de son diocèse une messe solennelle et le « Te Deum » en action de grâce de la protection qu'il a plu à Dieu d'accorder à ce royaume en préservant le roi du danger qu'a couru sa personne sacrée, [S. l.], 1763